# André Poplimont
André Poplimont, född 18 april 1893 i Antwerpen, död 27 februari 1973 i Bryssel, var en belgisk ishockeyspelare. Han var med i det belgiska ishockeylandslaget som kom på sjätte plats i de Olympiska vinterspelen 1924 i Chamonix. Åtta år senare var han med i de Olympiska sommarspelen 1932 i Los Angeles. Han tävlade i värja, både individuellt och i lag. Som bäst kom han fyra i lagtävlingen.